# Naboløs
Naboløs er en lille, kort gade i det indre København i forlængelse af Hyskenstræde ned til Slotsholmskanalen. Navnet kommer formentlig af, at der indtil Københavns brand 1728 kun var et hus med indgang fra gaden, mens de øvrige var side- og baghuse fra de tilstødende gader. I dag er alle bygninger langs gaden fredet. Fra  metrostationen  Gammel Strand Station udgør Naboløs og Hyskenstræde den direkte forbindelse mellem stationen og gågaden Strøget.

## Historie
I middelalderen blev gaden anset for at være en del af Hyskenstræde. I det 16. og 17. århundrede blev den imidlertid kendt under flere forskellige navne. I 1551 omtales den således som "thet strede som Niels Tommesen wdi boer" og i 1604 som Vejerhusstræde efter den vejerbod, der var blevet opført ved Gammel Strand i 1581. Navnet Naboløs ses første gang i 1581 og kommer formentlig af, at der kun var et hus med indgang fra gaden på det tidspunkt. Det varede indtil Københavns brand 1728, hvor kvarteret blev lagt ruiner. Gaden blev ødelagt igen i Københavns brand 1795, hvorefter de nuværende bygninger langs den opførtes. Vejerboden blev revet ned i 1857.

## Bygninger og beboere
Nr. 6 er kendt som Henriette Melchiors Stiftelse. Det blev opført i 1796-1797 på initiativ af Henriette Melchior, et medlem af den fremtrædende jødiske Melchior-familie. Området ved Gammel Strand var hjemsted for Københavns jødiske samfund, mens Københavns første synagoge lå nær ved i Læderstræde. I dag er boligerne reserveret for enker efter videnskabsmænd eller kunstnere.
Alle seks bygninger langs gaden er fredede. Nr. 1 (1798-1799), nr. 3 (1798) og nr. 5 (1797-1798) blev alle opført af murermester H.C. Ondrup.
Nr. 2 er fra 1797 og blev opført af L.L. Thrane and Frantz Philip Lange. Nr. 4 er fra 1902 og er tegnet af J.L. Thrane.